# Peter Pan (canção)
Peter Pan (em coreano: 피터팬; chinês: 彼得潘) é uma canção de gênero R&B-pop do grupo masculino sino-coreano Exo, interpretada pelos subgrupos EXO-K e EXO-M. Disponível em coreano e mandarim, a canção foi incluída em seu primeiro álbum de estúdio, XOXO, que foi lançado digitalmente em 3 de junho de 2013, sob o selo da gravadora SM Entertainment. "Peter Pan" foi bem recebida depois do lançamento, subindo para a posição 9 na parada musical da China Baidu's New Singles Chart na primeira rodada de vendas.

## Composição e antecedentes
"Peter Pan", de acordo com a descrição do álbum no site de música coreana Naver Music, usa um som otimista de guitarra elétrica em seu ritmo, voltados para um "sentimento brilhante e refrescante" e é utilizado para representar o "puro de coração" como no conto de fadas na infância, Peter Pan. A canção foi composta e arranjada pelo trio de produtores musicais Ryan S. Jhun, Kibwe Luke "12keys" e Denzil Remedios "DR", que têm laços com a SM Entertainment. Ryan Jhun produzou vários músicas do gênero pop e dance para outros artistas da SM Town, incluindo Shinee com o single "Lucifer" e no single "Lollipop" do f(x). Jhun também faz parte da equipe de produção do EXO e deu 'aviso' no Twitter, para os downloaders ilegais. "Não há downloads mais ilegais. Favor vou denunciá-lo ao FBI e do departamento de serviço para todos os links ... Está nos prejudicando e os artistas incluindo EXO..." ele expressou sua frustração sobre o ato de pirataria.
Hong Ji-yu, em sua colaboração de estréia com EXO, escreveu a letra para a versão em coreano da música. Ele também havia escrito muitas canções de seus companheiros de gravadora incluindo "Lollipop" do f(x), "Run Devil Run" das Girls' Generation e "Sunflower" do Super Junior. A versão em mandarim da canção foi escrita por Nagatomo Chie Mei Liu Yuan, que também é creditado por emprestar suas habilidades na escrita para três outras faixas do álbum como "Black Pearl". De acordo com o popular site de notícias de K-Pop o Seoulbeats, "Peter Pan" é uma lembrança agridoce de um relacionamento passado entrelaçado com o conceito de um conto de fadas de estilo mais suave, com um som mais leve combina com suas letras esperançosas, pois termina com uma nota positiva que eles se encontrarão novamente.

## Performances ao vivo
A canção também foi incluída no set-list do festival de inverno do grupo com suas colegas de gravadora f(x), SM Town Week: "Christmas Wonderland", em 23 e 24 de dezembro no KINTEX in Goyang. Foi interpretada apenas pelo EXO-K.

## Desempenho nas paradas
| Gráfico (2013)              | Melhores posições |
| --------------------------- | ----------------- |
| Gaon Singles chart          | 78                |
| Gaon Monthly Singles chart  | 175               |
| Gaon Local Singles chart    | 78                |
| Gaon Download Singles chart | 51                |
| Gaon Background Music chart | 68                |
| Billboard K-Pop Hot 100     | 93                |

| Gráfico (2013)                           | Melhores posições |
| ---------------------------------------- | ----------------- |
| Baidu Weekly Music Chart                 | 9                 |
| Gaon International Singles chart         | 44                |
| Gaon Monthly International Singles chart | 190               |